# Phthiracarus falciformis
Phthiracarus falciformis är en kvalsterart som beskrevs av Morell och Subías 1991. Phthiracarus falciformis ingår i släktet Phthiracarus och familjen Phthiracaridae. Inga underarter finns listade i Catalogue of Life.